# زیبا شیرازی
زیبا شیرازی خواننده، آهنگ‌ساز و ترانه‌سرای ایرانی مقیم لس‌آنجلس آمریکا است. از او به‌عنوان یکی از پیش‌تازان ترانه‌سرایی  فمینیستی در موسیقی پاپ ایرانی یاد می‌شود. پلاک ۵۲ در گپ و گفتی با زیبا شیرازی در وصف ترانه های او می نویسد: اشعارش عاشقانه هستند. گاهی دستور هم می دهد چون باور دارد تا کسی عاشق خودش نباشد نمی تواند به دیگری عشق بورزد. او را از پیش‌تازان ترانه‌سرایی فمینیستی در موسیقی پاپ ایرانی می شناسند. خودش هم قبول دارد که فمینیست است و به آن افتخار می کند. البته نه به معنای برتری جویی برای زنان. او زن و مرد را کاملا برابر می داند و از ما هم می خواهد که اینگونه، فمینیست باشیم.

## زندگینامه
شیرازی در محله داودیه تهران به دنیا آمد. به گفته خودش، از نوجوانی شعر می‌سروده و در مهمانی‌ها آواز می‌خوانده است. او چند سال پس از انقلاب ۱۳۵۷ ایران، به آمریکا مهاجرت کرد و از سال ۱۹۸۶ به همراه دو خواهرش در لس آنجلس زندگی می‌کند. او در رشته ارتباطات تحصیل کرده است.

## حرفه
زیبا شیرازی سرمایه‌گذاری و تهیه آلبوم‌ها را خود به عهده دارد. او کنسرت‌های زیادی را در شهرهای مختلف آمریکا و کانادا برگزار کرده است. شیرازی تاکنون ۶ آلبوم و یک دی‌وی‌دی به بازار عرضه کرده است. زیبا شیرازی این روزها بیشتر داستان می گوید. کاری جالب و نوآورانه که پیوندی محترم با مخاطب شکل می دهد. برای این کار، او ساعت ها با مردم می نشیند، زندگی آن ها را می شنود و آن را با ساز و ترانه و رقص، به داستانی تبدیل می کند که از دیدنش سیر نمی شوید . داستان هایش را روی صحنه های زیادی اجرا کرده که همه جا بسیار مورد استقبال تماشاگران منتقدان قرار گرفته است.

### آلبوم‌ها
- سیب سرخ
- زنانه
- کنسرت ۲۰۰۵
- هفت ستاره
- آرزوهای گمشده
- هوای تازه
- مرد من ۲۰۱۲

### ترانه سرایی برای دیگر خوانندگان
| نام ترانه          | خواننده | آهنگساز | تنظیم‌کننده     |
| ------------------ | ------- | ------- | -------------- |
| وقت نشد            | کورس    | کورس    | کورس           |
| چایی چایی          | کورس    | شاهرخ   | فرخ آهی و کورس |
| تو رو با عشق خریدم | کورس    | کورس    | کورس           |
| عاشق‌ترین           | کورس    | کورس    | کورس           |